# Кактинь Артур Мартинович
Артур Мартинович Кактинь (Kaktiņš Arturs) (1893, волость Сунакстес, Ризький повіт, Ліфляндська губернія (нині — Латвія) — розстріляний 27 листопада 1937, Москва) — радянський комуністичний політичний діяч, член ВУЦВК, член ЦВК СРСР 7-го скликання. Член Центральної контрольної комісії РКП(б) з 25 квітня 1923 по 18 грудня 1925 року.

## Життєпис
Народився в родині волосного писаря. З 1903 року проживав у Ризі, був членом латиського студентського гуртка «Дорбс».
Закінчив Ризьке міське реальне училище. З 1913 року навчався на фізико-математичному факультеті Санкт-Петербурзького університету.
З 1916 року був членом латиської соціал-демократичної групи «Прометей». Член РСДРП з 1916 року.
У 1917 році — агітатор-пропагандист районного комітету РСДРП(б), співредактор латиської газети «Пролетаріата Циня» в Петрограді. У 1917—1918 роках — інструктор робітничого контролю Центральної Всеросійської ради фабрично-заводських комітетів.
У лютому 1918 — жовтні 1919 року — організатор, член Президії, відповідальний секретар, заступник голови Ради народного господарства Північного району (Північної комуни) в Петрограді.
З 1919 року — член Ферганського обласного революційного комітету.
У 1919 — травні 1920 року — голова Ради народного господарства Автономної Туркестанської РФР.
У травні 1920 — 1922 року — член Президії Українського промислового бюро; заступник голови і член колегії Вищої ради народного господарства УСРР.
Автор праць з економіки, зокрема «Єдиний господарський план і єдиний господарський центр» (Москва, 1920).
З 1922 року працював у Центральній контрольній комісії РКП(б) у Москві.
До 1926 року — заступник редактора газети «Економічне життя»; завідувач Економічної інспекції Народного комісаріату робітничо-селянської інспекції СРСР; начальник Економічного управління Народного комісаріату зовнішньої торгівлі СРСР; відповідальний редактор газети «Торгові вісті».
У 1926–1929 роках — заступник керуючого справами Ради народних комісарів та Ради праці та оборони СРСР, секретар Ради праці та оборони СРСР.
У 1930 році — член правління Державного Банку СРСР.
З 1931 року — член колегії Народного комісаріату робітничо-селянської інспекції СРСР, відповідальний редактор газети «За харчову індустрію».
У 1931–1934 роках — керівник бавовняно-іригаційної групи Центральної контрольної комісії ВКП(б) — Народного комісаріату робітничо-селянської інспекції СРСР.
У 1934 — липні 1937 року — заступник голови Ради народних комісарів Таджицької РСР.
Заарештований 1 липня 1937 року. Розстріляний 27 листопада 1937 року. Похований на Донському кладовищі Москви.
У 1956 році посмертно реабілітований.